# (5233) Nastes
(5233) Nastes es un asteroide que forma parte de los asteroides troyanos de Júpiter, descubierto el 14 de septiembre de 1988 por Schelte John Bus desde el Observatorio Interamericano del Cerro Tololo, La Serena, Chile.

## Designación y nombre
Designado provisionalmente como 1988 RL10, se le asignó su nombre definitivo en honor a Nastes, un líder de los carios que con su hermano Anfímaco fue a la batalla tontamente con adornos de oro, muriendo en el río Maeander, donde Aquiles le quitó el oro de su cuerpo como trofeo de guerra.

## Características orbitales
Nastes está situado a una distancia media del Sol de 5,142 ua, pudiendo alejarse hasta 5,374 ua y acercarse hasta 4,909 ua. Su excentricidad es 0,045 y la inclinación orbital 3,378 grados. Emplea 4258,92 días en completar una órbita alrededor del Sol.

## Características físicas
La magnitud absoluta de Nastes es 11,5. Tiene 29 km de diámetro y su albedo se estima en 0,058.